# Tang zhong

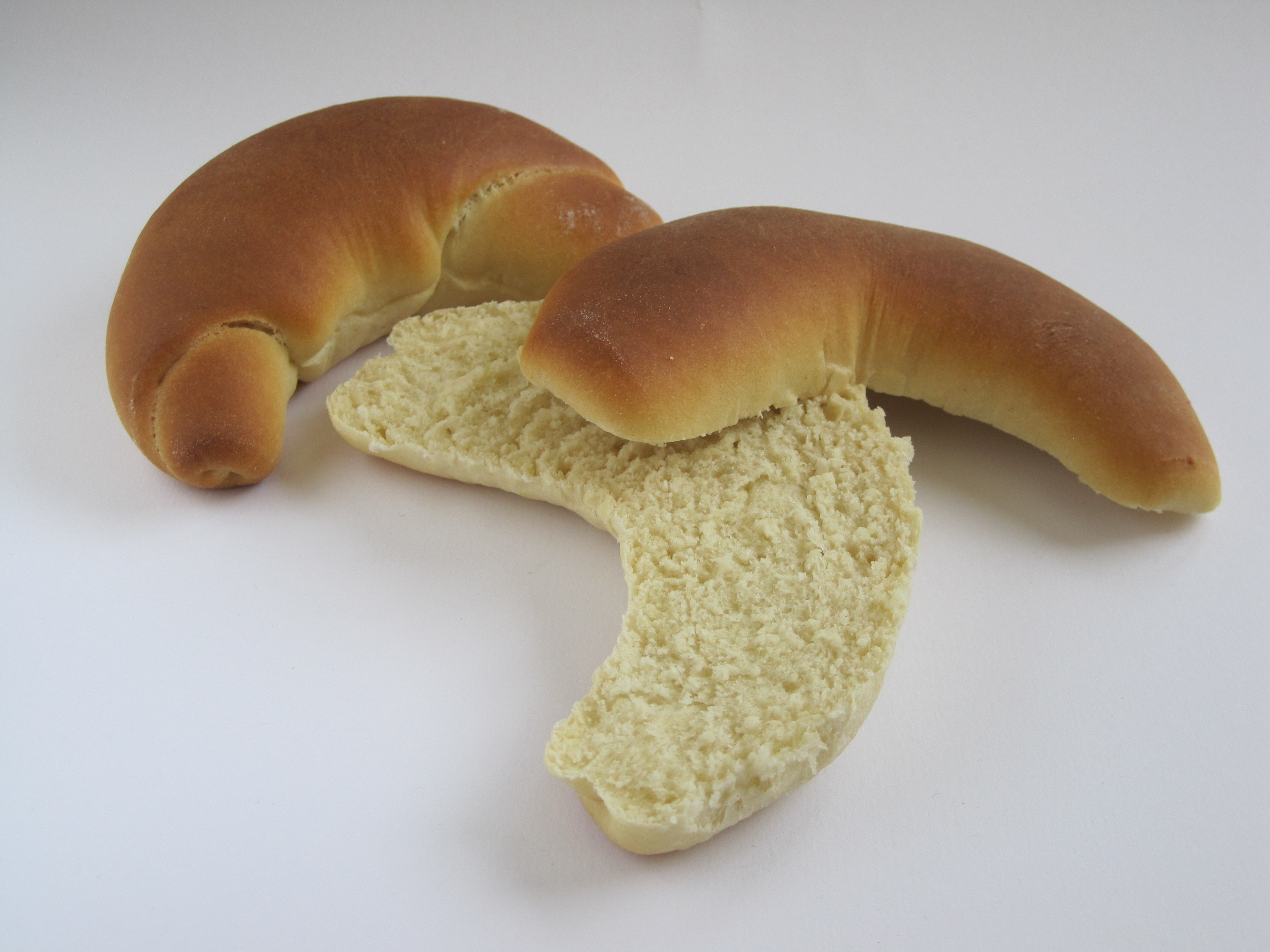
pan de leche hecho con un roux de agua

El tangzhong ([indefinido] Error: {{Lang-xx}}: no hay texto (ayuda)) o yu-dane (en japonés: 湯種, romanizado: yu-dane), a veces traducido como roux de agua, es una pasta de harina cocida en agua o leche que se utiliza para mejorar la textura del pan, haciéndolo suave y esponjoso y tarda más en ponerse rancio.

## Técnica
Para el yu-dane la harina se mezcla con un peso igual de agua hirviendo vertida sobre ella. Luego, esta mezcla retiene la humedad de modo que, cuando se agrega a una mezcla para pan, la masa se hornea con una textura suave y esponjosa y el pan se conserva por más tiempo.
Para el tangzhong, la harina se cocina a 65 °C en el líquido que hace que su almidón se gelatinice. El roux gelatinizado generalmente se usa a una temperatura moderada y aparentemente también contribuye a que suba un poco más durante el horneado.

## Historia
La harina «escaldada», especialmente la harina de centeno, para hornear es una técnica que se ha utilizado durante siglos. 
La Corporación Pasco Shikishima (en japonés: 敷島製パン) recibió una patente en Japón para hacer pan usando el yu-dane método en 2001. La técnica yu-dane fue luego modificada por la pastelera taiwanesa Yvonne Chen ([indefinido] Error: {{Lang-xx}}: no hay texto (ayuda)), quien publicó un libro en 2007 llamado 65 °C Bread Doctor ([indefinido] Error: {{Lang-xx}}: no hay texto (ayuda)), tomando prestado el término japonés湯種directamente. Este libro popularizó la técnica en toda Asia.
En 2010, la autora gastronómica Christine Ho escribió por primera vez sobre la técnica en inglés, usando la pronunciación en mandarín de湯種, tanzhong. Posteriormente, escribió más de veinte recetas utilizando el método, lo que ayudó a popularizar la técnica en el mundo de habla inglesa.